# 启明大站
啟明大站（：／ Gyemyeongdae yeok */?）是大邱地鐵2號線沿線的一座地下車站，位於韓國大邱廣域市達西區新塘洞。

## 車站結構
站體為2面2線側式月台的地下車站，候車月台設有月台幕門，並有7處出口。

### 月台配置
| 江倉 ↑         |
| \| 上          |
| ↓ 城西產業園區 |

| 月台 | 路線               | 目的地                   |
| ---- | ------------------ | ------------------------ |
| 上行 | ●大邱都市鐵道2號線 | 江倉、大希爾、汶陽方向   |
| 下行 | ●大邱都市鐵道2號線 | 半月堂、泛魚、嶺南大方向 |

## 历史
- 2005年10月18日：开通使用。

## 車站周邊
- 啟明大學
- 啟明大學附設東山醫院（朝鲜语：계명대학교 동산병원）
- 啓明文化大學（朝鲜语：계명문화대학교）
- 韓國放送通信大學
- 城西第三產業園區
- 城西尖端產業園區
- 城西市場
- 城西醫院
- 城西綜合社會福祉館
- 新塘綜合社會福祉館
- 新塘洞郵局
- 新興巴士（朝鲜语：신흥버스）車庫
- 啟明藝術中心
- 大邱銀行啟明大學分行
- 友利银行城西產業園區分行

## 圖片

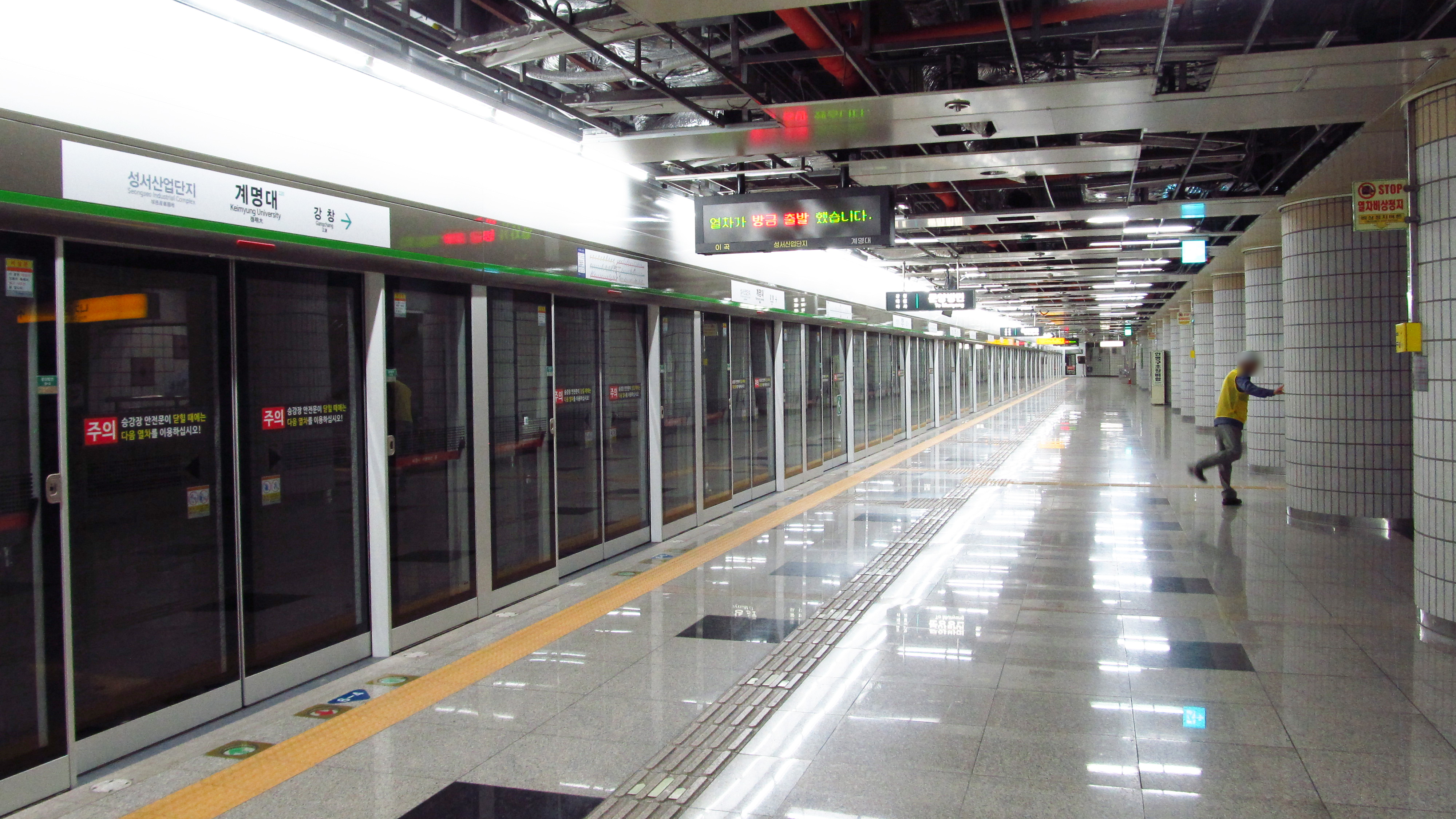
候車月台
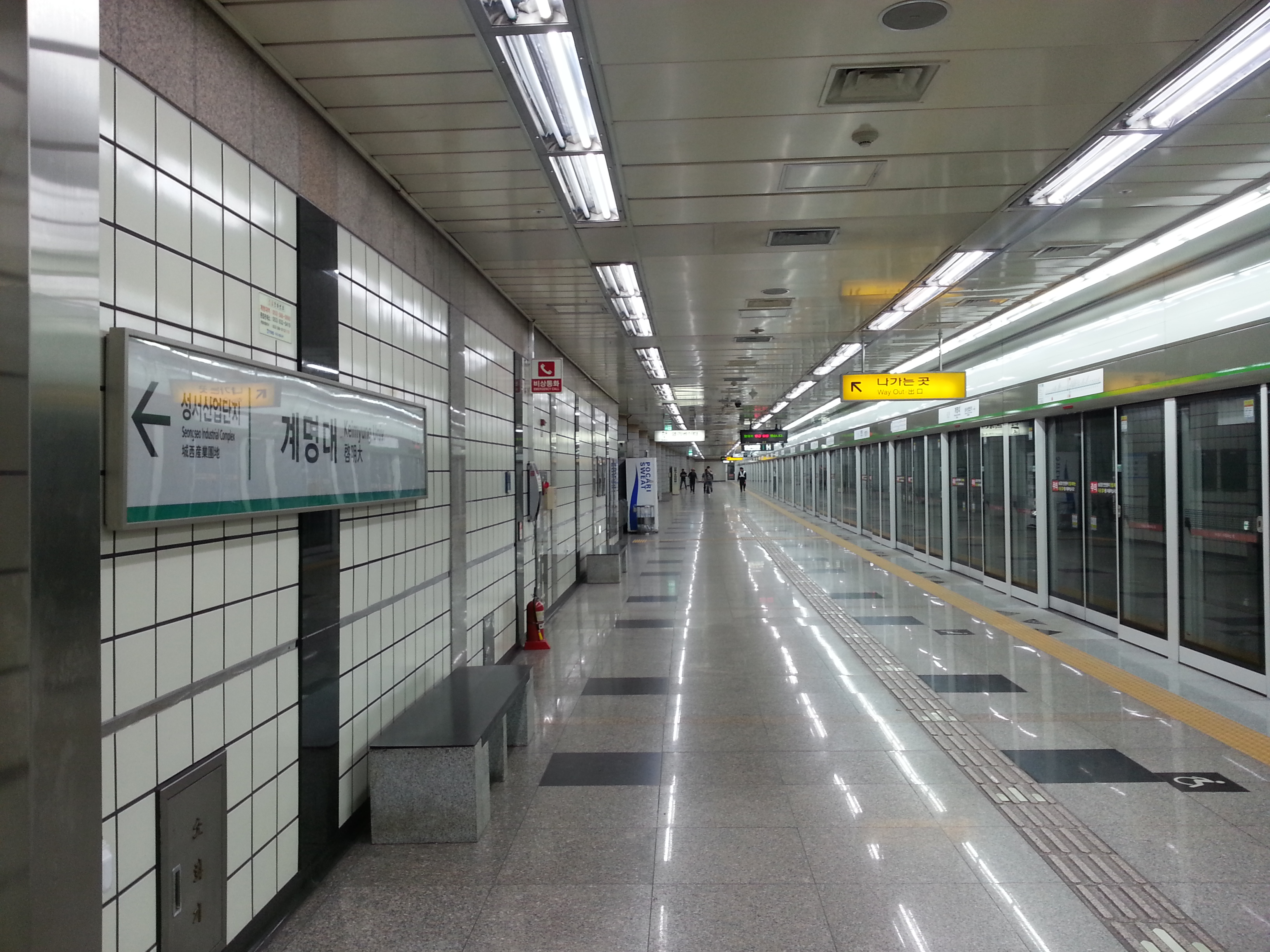
候車月台
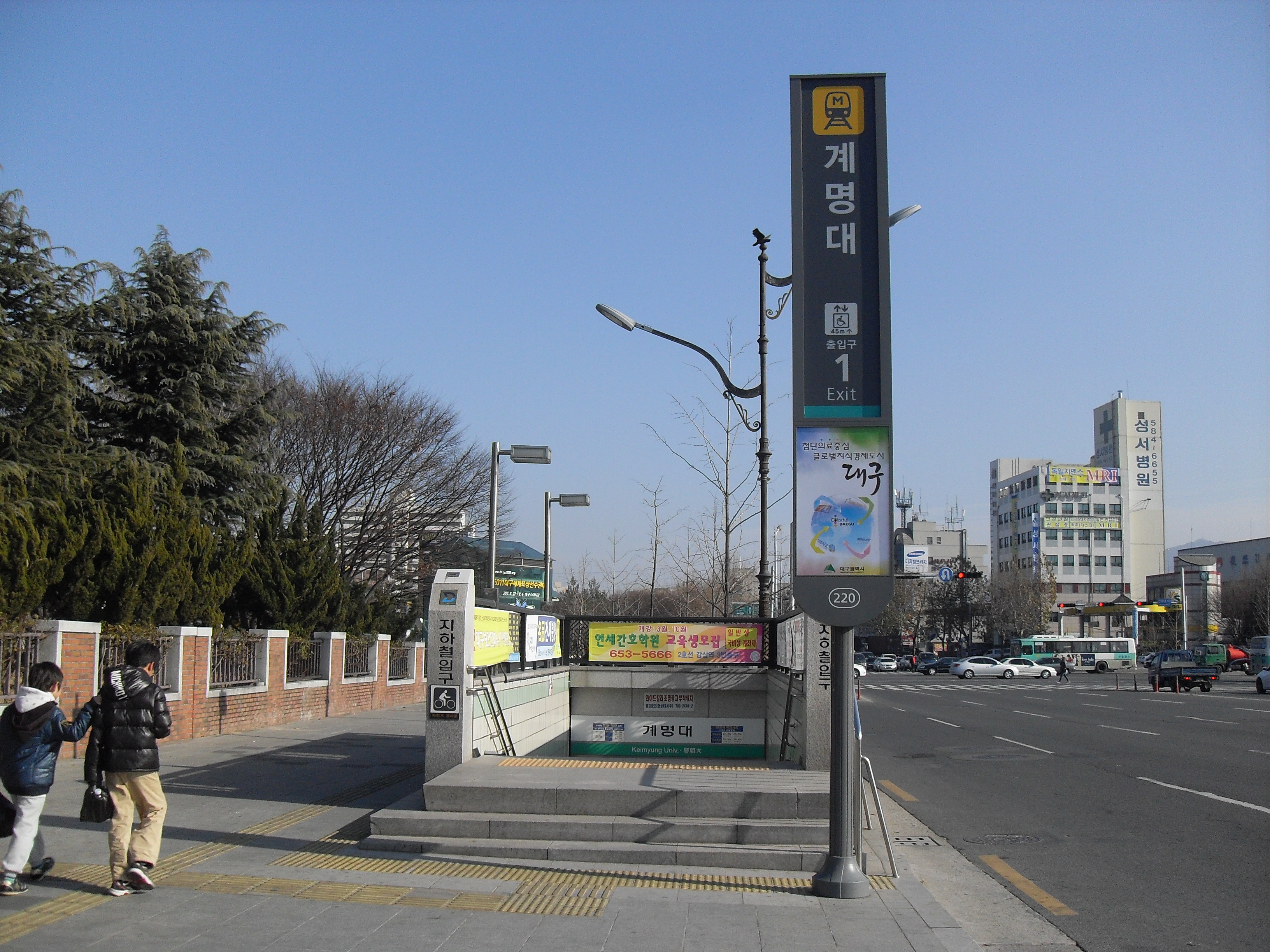
1號出口
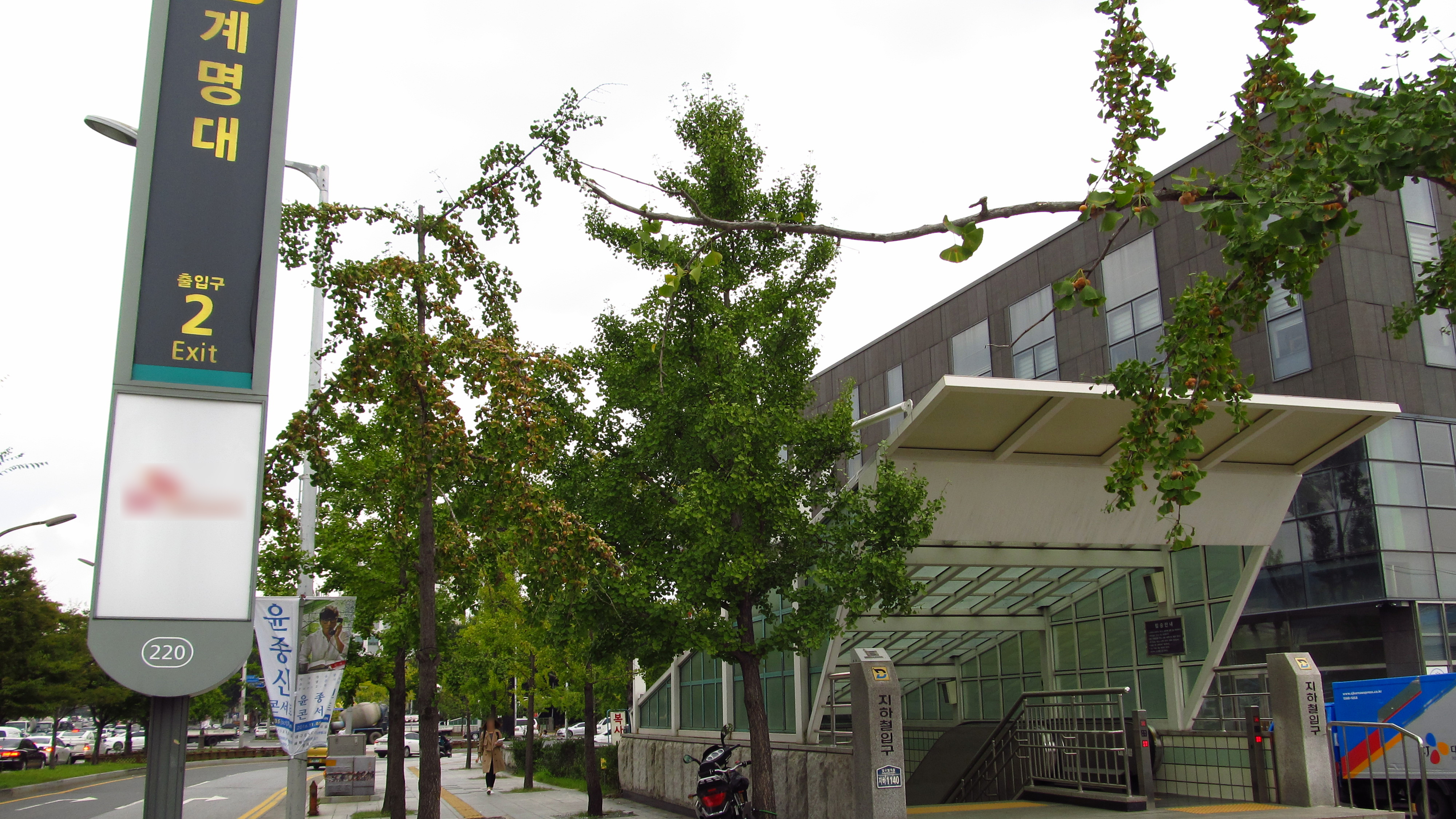
2號出口
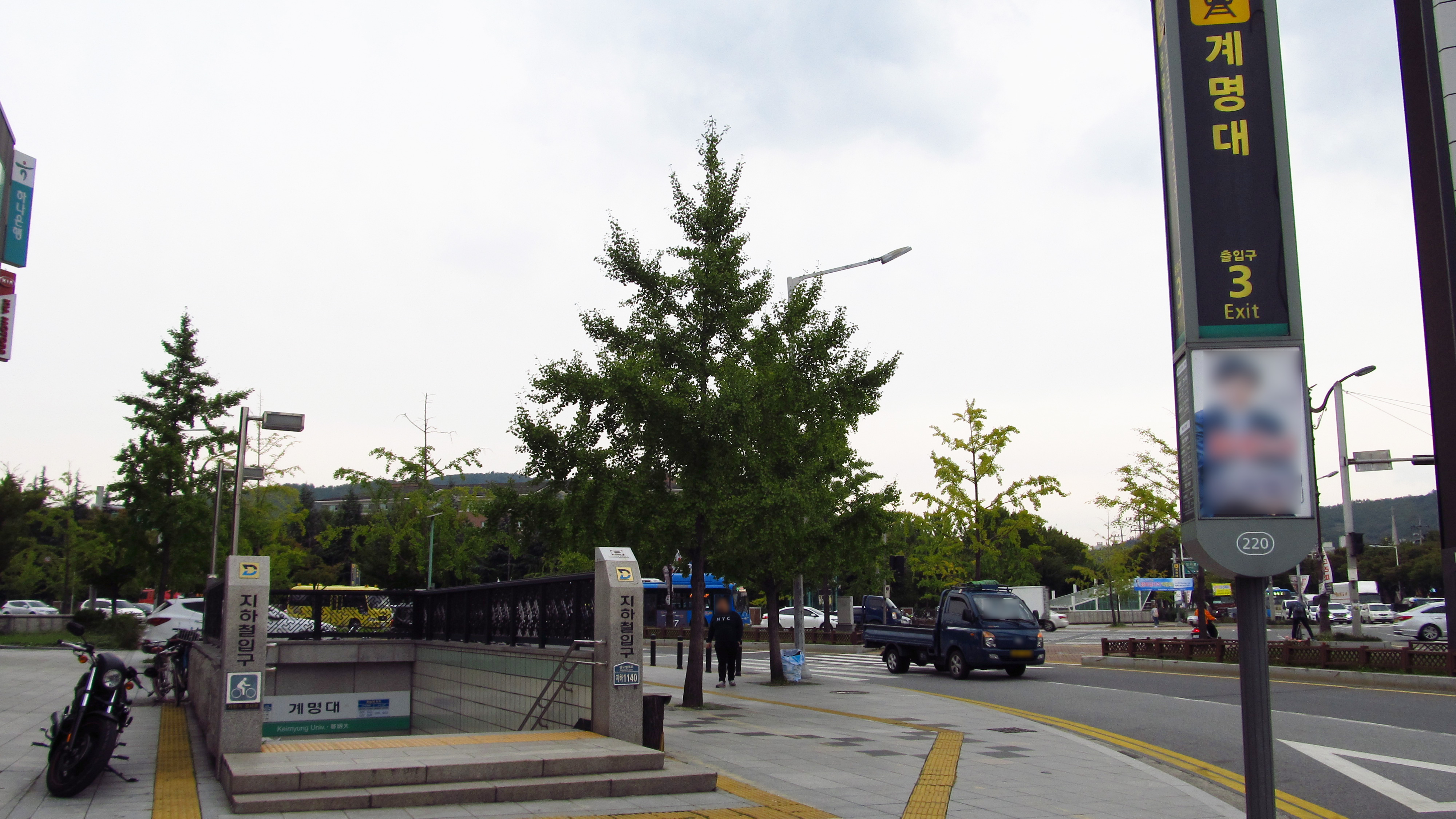
3號出口

## 相鄰車站
大邱都市鐵道公社
●大邱都市鐵道2號線
江倉（219）－啟明大（220）－城西產業園區（221）